# Andrea Centazzo
Andrea Centazzo (Udine, 1948) is een in Italië geboren Amerikaanse jazzdrummer en componist van de minimalistische muziek.

## Biografie
Centazzo studeerde aanvankelijk rechtswetenschappen en jamde tijdens zijn studie in verschillende bands. Vanaf 1970 begon hij zich serieus te interesseren voor het drumspel. Vanaf 1972 studeerde hij dan muziekwetenschappen aan de universiteit van Bologna en verdiepte hij zijn praktijk aan de Swiss Jazz School. Tussen 1973 en 1976 behoorde hij tot het ensemble van Giorgio Gaslini, voordat hij zich onder invloed van Steve Lacy concentreerde op de freejazz en speelde hij met Derek Bailey, Evan Parker en Pierre Favre. In zijn Mitteleuropa Orchester werkte hij samen met Gianluigi Trovesi, Carlo Actis Dato, Theo Jörgensmann, Radu Malfatti, maar ook Albert Mangelsdorff. In 1978 en 1980 doceerde hij aan de Creative Music Studio van Karl Berger.
Centazzo breidde toenemend zijn instrumentarium uit en nam vanaf 1976 talrijke albums op onder zijn eigen naam bij het label Ictus, die vervolgens het ideaal van de creative jazz en de nieuwe improvisatiemuziek waren toegewijd aan Lacy, Bailey, Parker, Toshinori Kondō, Tom Cora, Vinny Golia, Eugene Chadbourne, John Carter, Larry Ochs, LaDonna Smith en anderen. Daarnaast ontwierp hij zijn Indian Tapes en andere soundcollagen, waarin hij elektronische muziek, zijn percussie, opnamen van stemmen en geluiden, maar ook multimediastukken verwerkte. Centazzo werkte steeds meer als componist van Minimal Music en draaide videofilms. Hij componeerde in 1996 zijn opera Tina over het leven van Tina Modotti. Twee verdere opera's volgden in 2000 (Memento) en in 2001 (Simultas).
Centazzo werkte bovendien met Don Cherry, John Zorn, Henry Kaiser, Enrico Rava en Guido Mazzon.

## Privéleven
In 2000 kreeg hij de Amerikaanse nationaliteit en woont sindsdien in Los Angeles.

## Discografie
- 1976: Trio Live (Ictus/New Tone) met Steve Lacy, Kent Carter
- 1977: Drops (Ictus/New Tone) met Derek Bailey
- 1978: Environment for Sextet (Ictus/New Tone) met John Zorn, Toshinoro Kondo, Tom Cora, Polly Bradfield, Eugene Chadbourne
- 1978/79: USA Concerts West (Ictus/New Tone) Duo-Aufnahmen met Greg Goodman, trio-opnamen met Vinny Golia en John Carter
- 1984: Shock! (Ictus/New Tone) met Gianluigi Trovesi
- 2011: Moon In Winter (Ictus) met Nobu Stowe, Dave Ballou, Achille Succi, Daniel Barbiero
- 2017: Anne LeBaron/Andrea Centazzo/Andrew Raffo Dewar: Encantamientos